# 佐藤佳奈子
佐藤 佳奈子（さとう かなこ、2000年 (平成12年) 7月8日 - ）は、日本の女優（元子役）、タレント、お笑い芸人、YouTuberである。漫才コンビ「お気に召せて」のツッコミを担当。株式会社ALWAYS所属。
東京都出身。青山学院大学理工学部 化学・生命科学科卒業。
バラエティ番組『オールナイトフジコ』（フジテレビ系列）に「フジコーズ」として番組初期から1年間レギュラー出演していた（1期生・学生番号9番）。

## 略歴
子役時代は株式会社キャロット→有限会社スマイルモンキーに所属していた。
2019年より、舞台をメインに俳優活動を再開。
2023年4月15日（14日深夜）からフジテレビで生放送されているバラエティ番組『オールナイトフジコ』で、番組内での現役女子大学生によるユニット「フジコーズ」のメンバーとしてレギュラー出演を開始。出演発表前の自身のSNSで、青山学院大学理工学部に在学していることを公表した。なお同番組開始時点で、佐藤をはじめフジコーズのメンバー全員が芸能事務所・株式会社ALWAYSに所属している。
2023年8月20日、同じフジコーズのメンバーで、公私共に仲の良い上杉真央（学籍番号4番）とYouTubeチャンネル「地底スプーン」（ちていスプーン）の開設を2人のX (旧: Twitter)アカウントで発表。8月28日に初投稿動画「地底スプーン、始動する」が公開された。また、同チャンネル発のオフ会イベントである「地底の会」を主催し、同年9月24日にvol.1（2部制）が開催された。
自身の青山学院大学卒業に伴い、2024年3月23日（22日深夜）放送分の『オールナイトフジコ』がフジコーズメンバーとして最後の出演となり、翌週29日にフジテレビ湾岸スタジオで開催されたイベント『フジコーズ卒業式2024』をもって、同ユニットの活動を終了した。

## 人物
愛称は「さかな」（「さとう かなこ」から。）。
趣味は漫才やコントの文字起こし、宝塚観劇、映画鑑賞、ピアノ。特技はハイキック板割り、ドラム、100個の顔。子役時代の趣味はサッカーなど体を動かすこと、歴史本の読書。同じく特技は片手側転、とび箱、ピアノ、バレエ、物まね、時事問題を語ること。

## 出演

### 子役時代

#### テレビドラマ
- ひまわり〜夏目雅子27年の生涯と母の愛〜（2007年、TBS）
- まるまるちびまる子ちゃん（2007年、フジテレビ）- みなみ / 美奈実 役
- 斉藤さん（2008年、日本テレビ）- こばと幼稚園あやめ組園児 役
- ホームレス中学生（2008年、フジテレビ）- 西平みち子 役
- 未来世紀シェイクスピア 第1幕 ヴェニスの商人（2008年、フジテレビ）- ジェシカ 役
- トミカヒーロー レスキューファイアー（2009年、テレビ東京）- リツカの幼少 役

#### その他のテレビ番組
※印は再現ドラマに出演。
- Matthew's Best Hit TV（2004年、テレビ朝日）
- グレートマザー物語（2006年、テレビ朝日） ※
- 未来創造堂（2006年、日本テレビ） ※
- 独占!金曜日の告白～伊東ゆかり篇～（2008年、フジテレビ） - 伊東ゆかりの幼少 役 ※

#### CM
- パイロットインキ　メルちゃん、はだかんぼ（2005年）
  - メルちゃんの2階建てのお家（2005年 - 2007年）
- LION キレイキレイ薬用ハンドソープ（2006年）
- 三井不動産 東京ミッドタウン（2007年）
- サーティワンアイスクリーム（2007年）
- バンダイ ベラダンセレラ おうちでバレエ（2007年）
- ケンタッキーフライドチキン（2008年）
- マクドナルド ハッピーセット ゲゲゲの鬼太郎（2008年）

### 2019年以後の活動

#### バラエティ番組
- オールナイトフジコ（2023年4月15日 - 2024年3月23日、フジテレビ） - フジコーズのメンバー

#### WEB番組
- ヒロミ・指原の“恋のお世話始めました”（2023年8月24日、ABEMA） - 女性ゲストの一人として出演[21][22]。
- 猫舌SHOWROOM「豪の部屋」（2023年12月12日、SHOWROOM） - ゲスト出演[23]

#### ラジオ番組
- アッパレやってまーす（2024年2月24日、MBSラジオ） - ゲスト出演[24]

#### WEBラジオ番組
- 佐藤佳奈子のラヂオもどき（2023年11月25日 - 、stand.fm）[25]

#### 舞台
- 劇団BLUESTAXI 
  - 第33回公演『燦々』（2019年11月26日 - 12月1日、中野・テアトルBONBON） - ミドリ(A) 役（古澤芽衣 (現芸名：古澤メイ) とWキャスト）[26][27][28]
  - 第34回公演『Some Like It Hot!』（2021年6月22日 - 27日、中野・ザ・ポケット） - ヒマワリ(A) 役（下野はな とWキャスト）
- トライストーン・アクティングラボ舞台公演 Vol.8『ギャル卒!!』（2020年3月6日 - 8日、中目黒キンケロ・シアター[注 2]） ※CAST Aに出演予定
- A.R.P STUDIO公演『ある地下にある喫茶店での物語』（2020年9月8日 - 13日、中野坂上・A.R.P studio） - ウエイトレス 役（メインキャスト）
- 舞台 浅見光彦シリーズ『後鳥羽伝説殺人事件』（2024年5月4日 - 7日、渋谷伝承ホール） - 清水摩耶(B) 役（山田あんり とWキャスト）[29][30][31]
- シベリア少女鉄道 vol.38『ギフト オア アライブ 〜ふれあい夏祭り〜』（2025年7月11日 - 21日〈予定〉、吉祥寺シアター）[32]

#### イベント
- TOKYO IDOL FESTIVAL 2023「なぎさのBAR～出張オールナイトフジコ～」（2023年8月4日、フジテレビ湾岸スタジオ 多目的ホール〈INFO CENTRE〉） - フジコーズのメンバーとして出演[33]。
- 地底の会（YouTubeチャンネル『地底スプーン』発のオフ会） - 上杉真央と共同主催
  - vol.1（2023年9月24日、東京・五反田某所）[34]

#### YouTube
- 【顔面パイ】フジコーズがやってきた！ラフラフと顔面じゃんパイ対決！【衝撃結末】 （ラフ×ラフ公式YouTubeチャンネル）[35]

## 賞レースでの戦績
- R-1グランプリ
  - 2024年 1回戦敗退[36][37]（「魚塚さかな」名義）

- M-1グランプリ
  - 2024年 1回戦敗退[38]（ラフ×ラフの齋藤有紗とのユニット「お気に召せて」として）